# Metaxaglaea semitaria
Metaxaglaea semitaria là một loài bướm đêm trong họ Noctuidae.